# RIITIIR
RIITIIR (på skivomslaget skrivet RIITIIЯ) är det norska metal-bandet Enslaveds tolfte studioalbum. Albumet utgavs hösten 2012 av skivbolaget Indie Productions i Europa och Nuclear Blast i USA.

## Låtlista
1. "Thoughts Like Hammers" – 9:30
2. "Death in the Eyes of Dawn" – 8:17
3. "Veilburner" – 6:45
4. "Roots of the Mountain" – 9:16
5. "RIITIIR" – 5:26
6. "Materal" – 7:48
7. "Storm of Memories" – 8:58
8. "Forsaken" – 11:15

Texter: Kjetil Tvedte Grutle/Ivar Skontorp Peersen. Musik: Ivar Skontorp Peersen

## Medverkande
Enslaved
- Grutle Kjellson (eg. Kjetil Tvedte Grutle) – sång, basgitarr, ljudeffekter
- Ivar Bjørnson (Ivar Skontorp Peersen) – gitarr, ljudeffekter, synthesizer, sång
- Ice Dale (Arve Isdal) – sologitarr
- Herbrand Larsen – keyboard, orgel, sång
- Cato Bekkevold – trummor

Bidragande musiker
- Iver Sandøy – basgitarr, ljudeffekter, percussion

Produktion
- Grutle Kjellson – producent, omslagsdesign
- Ivar Bjørnson – producent, ljudtekniker
- Tonie E. Peersen – producent
- Ice Dale – ljudtekniker
- Herbrand Larsen – producent, ljudtekniker
- Iver Sandøy – producent, ljudtekniker
- Jens Bogren – mixning
- Tony Lindgren – mastering
- Truls Espedal – omslagsdesign
- Randi Ueland – omslagsdesign
- Mirjam O. Vikingstad – foto